# 아라손
아라손(Arathon)은 J.R.R. 톨킨의 판타지 소설 반지의 제왕의 등장인물이며, 아라고른의 아버지이다. 